# تسويق دولي

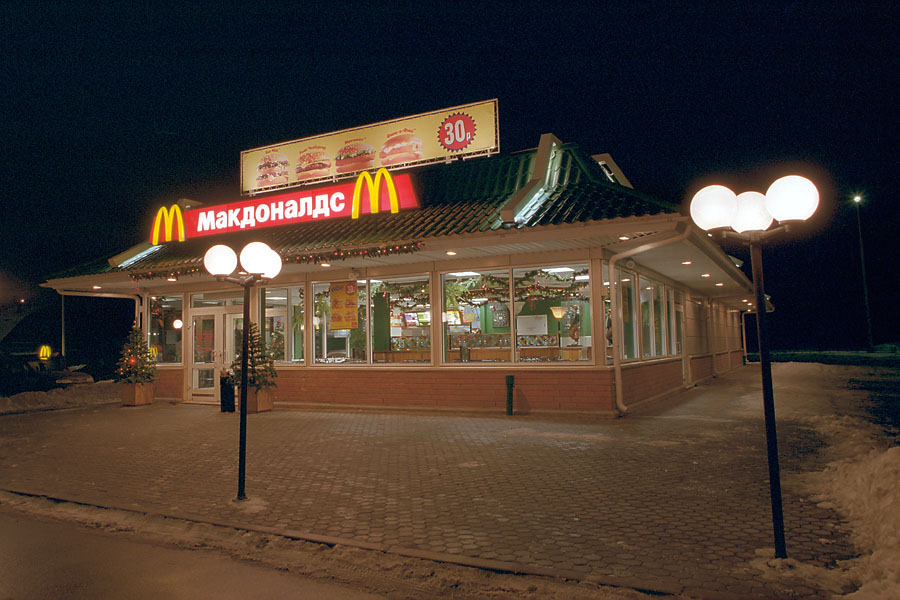

التسويق الدولي هو التسويق على نطاق عالمي قصد التوفيق أو أخذ ميزة تجارية دولية من فوارق ومعادلات وفرص المعاملات التجارية الدولية من أجل تحقيق أهداف توسع عالمي.
يطلق عليه البعض مصطلح التسويق التصديري، ويعتمد التسويق الدولي على مدى تنافسية المنتج كمفتاح نجاح البيع في الأسواق الخارجية، الاسم التجاري يعتبر أيضا من مركز لنشاطات التسويق الدولي، تبرز الحاجة لهذا النوع من التسويق عندما تبرز الحاجة لفتح أسواق جديدة للمنتجات والخدمات.
وقد عرفه الخبير رمزي موسى الريحاني بأنه (ذلك النشاط من الأعمال الذي يركز على عناصر تخطيط وتطوير المنتج والتسعير والتوزيع والترويج وخدمة المستهلك النهائي من المنتجات (سلع وخدمات) التي تلبي طلباته واحتياجاته في أكثر من دولة واحدة. تعددت التعاريف للتسويق الدولي، ويرجع هذا الاختلاف إلى عاملين أساسين :
أ‌.	الاختلاف بشأن مدى اعتبار التسويق الدولي امتدادا للتسويق المحلي.
ب‌.	الاختلاف بشان مدى الاعتماد على الفروق بين كل من التسويق المحلي والتسويق الدولي في تحديد هذا الأخير.
رغم الاعتراف بكون التسويق الدولي علم مستقل قائم بذاته إلا انه يعتبر أحد الأنشطة الفرعية لمدير التسويق والمبيعات من وجهة النظر القديمة للتسويق الدولي، وهذا راجع لعدم تخلص بعض الكتاب والباحثين من هذه النظرة القديمة في بعض نظريات التجارة الدولية وتأثيرها على التسويق الدولي خاصة منها نظرية ليندر التي تنص على انه ليس في مقدور أي بلد أن يصدر سلعة معينة إلى الخارج إذا لم يكن هناك طلبا محلي على هذه السلعة وتلك أهم الأسباب التي أدت إلى عدم الاتفاق القائم بشأن تعريف التسويق الدولي، غير أنه يستمد أهميته من أحد أهم العوامل الأساسية لتنشيط حركة التجارة والاستثمار الدوليين وما يصاحب ذلك من استفادة الدول والشركات من عمليات التصدير والاستثمار خارج الحدود القومية، وتأسيسا على ذلك فأن الأنشطة التسويقية لا يمكن ممارستها إلا من خلال الظروف الدولية المحيطة بها. إن المبادئ والعناصر الأساسية للتسويق المحلي والتسويق الدولي متشابهة ومتطابقة لحد كبير وهي(دورة حياة السلعة - وسائل التسويق التقليدية –المنهج العام لحل المشاكل التسويقية.).إن الاختلاف بين التسويق المحلي والتسويق الدولي على الرغم من التشابه بينهما في الجوانب الميكانيكية للتسويق إلا انه يختلف في البيئة المحيطة الذي تجري فيه الخطط التسويقية فاختلاف المحيط يفرض اختلافا في المدخل والأسلوب والاهتمام. وعلى الرغم من أن النشاطات التسويقية في السوق المحلي أو الخارجي تنفذ في بيئة قانونية وتشريعية ولكن تختلف السوق المحلية عن الخارجية (لوجود تشريعات وقوانين تحكم التجارة الخارجية) وهناك عوامل بيئية أخرى تشكل اختلافا بين التسويق المحلي والدولي وهي) العوامل الاقتصادية - العوامل الاجتماعية والثقافية – التكنولوجيا والمنافسة). وعل هذا الأساس فان إيجاد حلول لمشاكل التسويق الدولية يجب مراعاة التالي:
- وجود بعد دولي لدى مدراء التسويق بحيث ينظرون لهذا العالم على انه أجزاء أو اقتطاعات لسوق واحدة.
- تقييم السوق أو الأسواق المستهدفة وكذلك أجزاء السوق.
- دراسة وتقييم العوامل البيئية المحيطة ذات العلاقة في السوق المحلي والدولي. وهذا يساعد الشركة على التكيف مع بيئتها بالطريقة التي تحقق أهدافها بقدر الإمكان.

### تحديات التسويق الدولي
يواجه التسويق الدولي العديد من التحديات التي تتطلب دراسة دقيقة وفهمًا عميقًا للأسواق المختلفة. وأحد أبرز هذه التحديات هو فهم الفروق الثقافية بين البلدان، حيث يمكن أن تحمل العناصر التسويقية مثل الألوان والشعارات معانٍ مختلفة في ثقافات متعددة. وإلى جانب ذلك، تمثل إدارة الخدمات اللوجستية تحديًا آخر، حيث تتطلب تسويق المنتجات المادية في الخارج إنشاء نظام فعال للشحن والتوصيل. وتختلف تكاليف وأوقات الشحن حسب المنطقة، مما يستدعي دراسة هذه العوامل جيدًا قبل بدء أي حملة تسويقية في سوق جديدة.
كما تختلف الأنظمة القانونية من بلد لآخر، حيث يجب على المسوقين الامتثال للقوانين المحلية المتعلقة بالضرائب وحماية البيانات، مثل تنظيمات الاتحاد الأوروبي التي أثرت على طرق جمع البيانات واستخدامها. ومن التحديات الأخرى التي تواجه التسويق الدولي هو التعامل مع العملات الأجنبية حيث يتطلب البيع في الخارج وجود نظام دفع يسمح بتحويل العملات الأجنبية إلى العملة المحلية بسهولة، مما يساعد على تسهيل عملية الدفع والمبيعات.
وفي النهاية يجب ان تنتبه الى اختلاف تفضيلات المستهلكين من بلد إلى آخر حيث تختلف الأذواق والاحتياجات حسب الثقافة والعادات المحلية، مما قد يتطلب من الشركات تعديل منتجاتها أو رسائلها التسويقية لتتناسب مع السوق المستهدف.

### وصلات خارجية
- مقال التسويق الدولي من جريدة المدى.
- خبير تسويق دولي رمزي موسى الريحاني
- التسويق الدولي .
- منحة التسويق الدولي .
- فيليب كوتلر والتسويق الدولي .
- التسويق الدولي: ما هو، فوائده، تحدياته، نصائح، أمثلة
- مستشار التسويق الدولي
- Marketing Scoop

التسويق الدولي من أهم العوامل الموثره فيه هي
التجارة الإلكترونية ولمعلومات أكثر
تسويق منتج مسوقون منتجات مسوقين